# Coprosma nivalis
Coprosma nivalis är en måreväxtart som beskrevs av Walter Reginald Brook Oliver. Coprosma nivalis ingår i släktet Coprosma och familjen måreväxter. Inga underarter finns listade i Catalogue of Life.